# سینه‌سرخ پیسه ماداگاسکار
سینه‌سرخ پیسه ماداگاسکار (نام علمی: Copsychus albospecularis) نام یک گونه از سرده سینه‌سرخ پیسه است. این پرنده حشره‌خوار است و بومی جزیره ماداگاسکار می‌باشد. وزن متوسط سینه‌سرخ پیسه ماداگاسکار ۲۱ تا ۲۴ گرم است. این گونه در سال ۱۸۳۶ توصیف علمی شد.

## نگارخانه

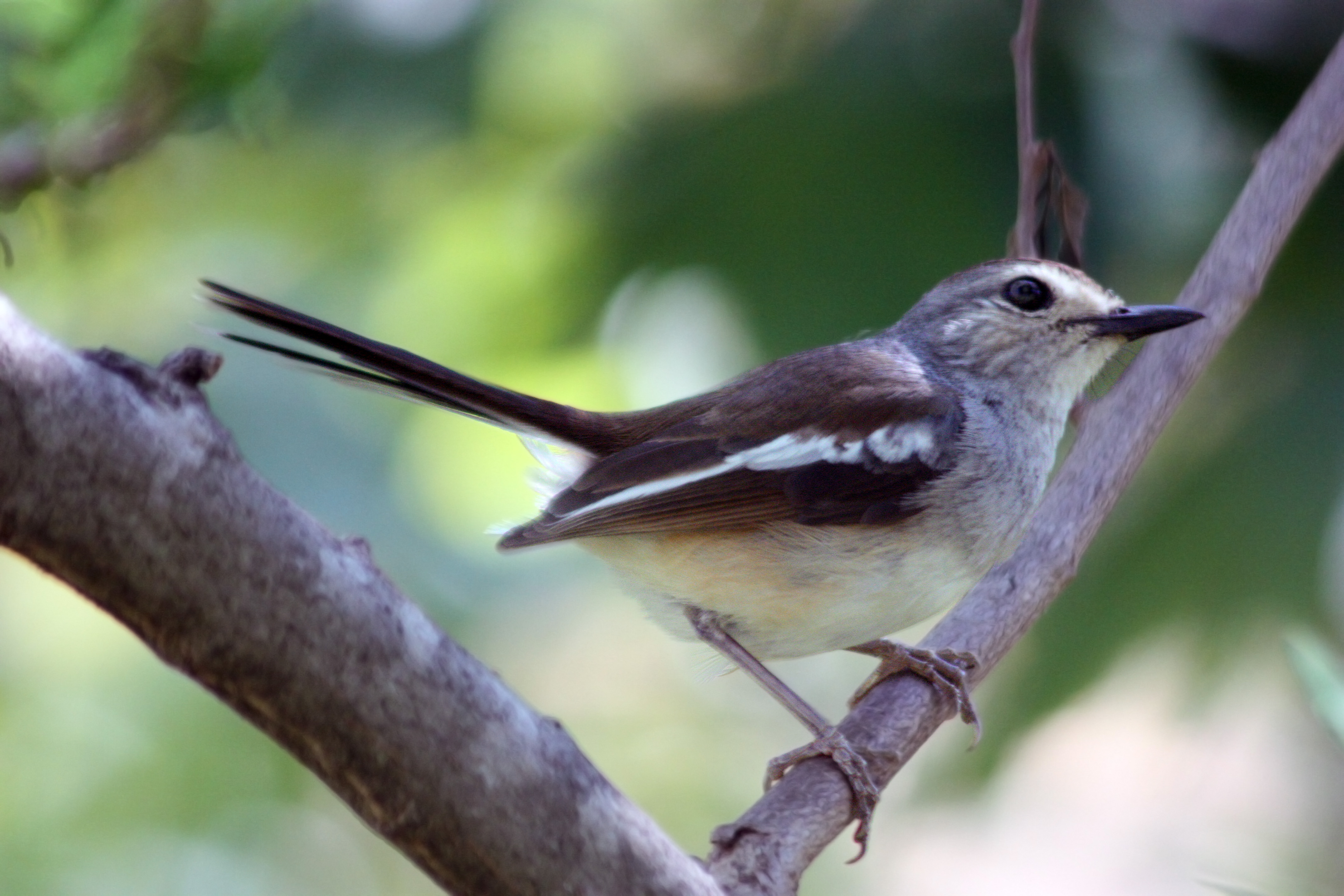
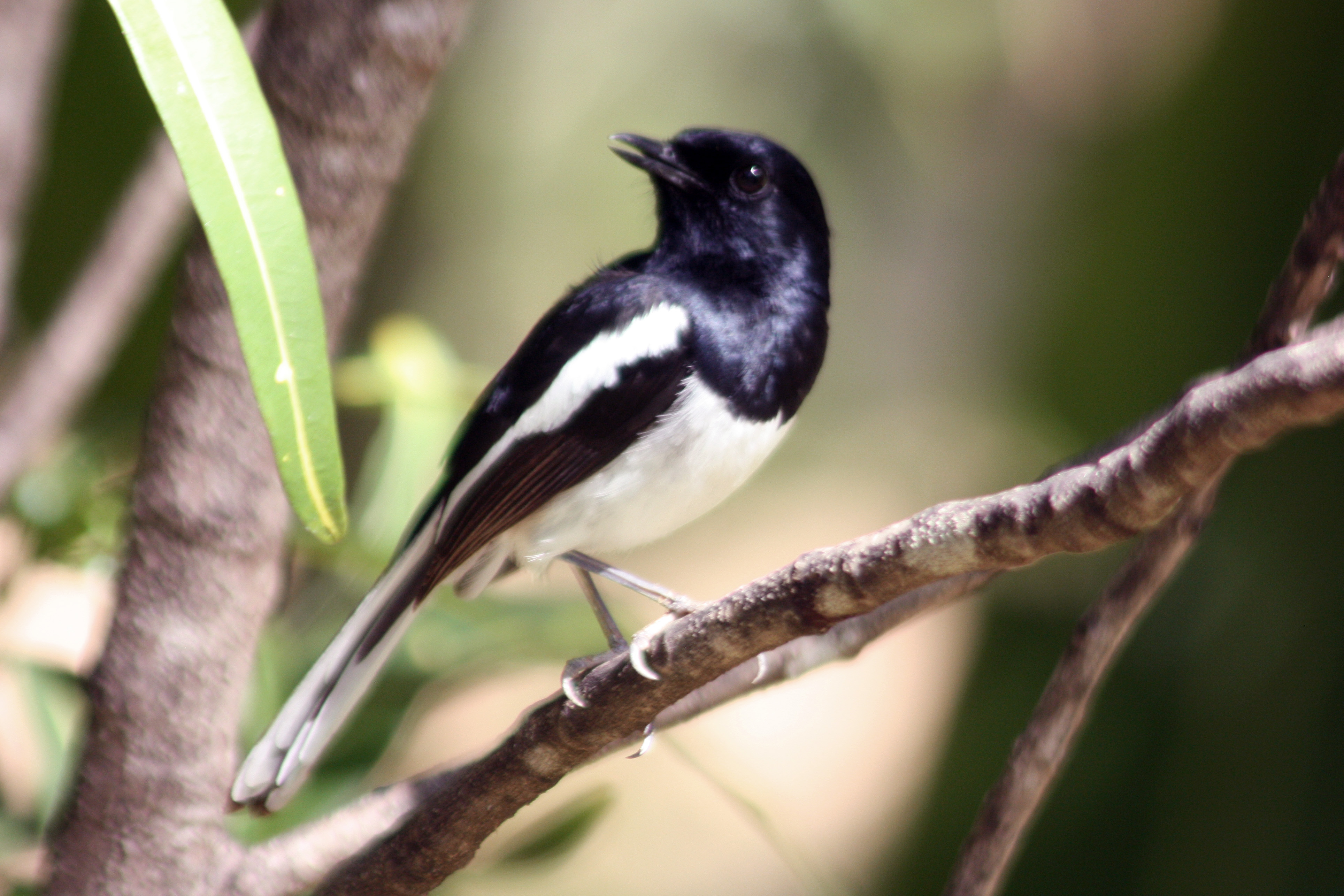